# زارا موسى
زارا موسى (بالفرنسية: Zara Moussa)‏ هي مغنية نيجرية، ولدت في 1980 في نيامي في النيجر.